# Flammarion (cratère martien)
Pour les articles homonymes, voir Flammarion.

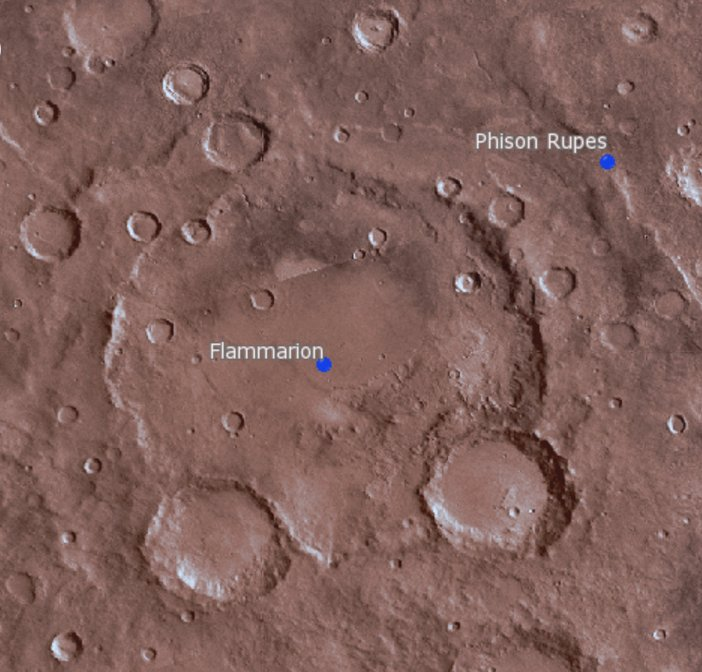
Le cratère Flammarion en 2016.

Flammarion est un cratère d'impact de 173 km de diamètre situé sur Mars dans le quadrangle de Syrtis Major par 25,2° N et 48,2° E, dans la région de Terra Sabaea. Son nom, approuvé en 1973, honore l'astronome et vulgarisateur français Camille Flammarion (1842-1925).